# Ward Miller
Pour les articles homonymes, voir Miller.
Ward MacLaughlin Miller, né le 29 novembre 1902 à Portsmouth dans l'Ohio et mort dans cette ville le 11 mars 1984, est un homme politique américain du Parti républicain.